# Oliebiller
Oliebiller (Meloidae) er en familie af biller der tilhører underfamilien Polyphaga. I Europa findes omkring 210 arter af familien.